# High Up娛樂
High Up Entertainment （韓語：하이업엔터테인먼트）是一間韓國藝人企劃和經紀公司，由韓國音樂製作人黑眼必勝（Rado、崔奎盛）於2017年所成立。

## 歷史
- 2017年6月14日，黑眼必勝成立經紀公司High Up娛樂（하이업엔터테인먼트），屬於CJ E&M旗下子公司，黑眼必勝佔49%股權，CJ E&M佔51%股權。
- 2018年8月27日，黑眼必勝向CJ E&M購入股份，成為獨立公司，Rado、崔奎盛各佔50%股權。
- 公司代表為崔鎮宇（최진우），曾擔任朴志胤、許閣、Apink等經紀人，也曾擔任Plan A娛樂的理事。
- 2019年2月12日，二人男子組合415（韓語：사이로）出道。[1]
- 2020年11月12日，六人女團STAYC（韓語：스테이씨）出道。[2][3][4][5][6][7]
- 2021年6月10日，Kakao娛樂投資收購部分股份（40.0%），並成為旗下子公司。[8]

## 代表人物
- 製作人：黑眼必勝（Rado、崔奎盛）
- 代表：崔鎮宇 Choi Jin Woo
- 理事：Sang Seung Hyun [9][10]
- 經理：Kim Dong Min
- 藝人發展部：Park Ji Young
- 唱歌老師：Park Hyeong Jeong
- 舞蹈老師：An Sae Rom

## 旗下歌手
組合
- STAYC： 秀珉、蒔恩、ISA、勢銀、YOON、J。

## 旗下練習生
- 朴睿誾，PARK YEEUN，박예은，2006年12月21日，《I-LAND 2：N/α》參賽者。
- 羅夏恩，NA HAEUN，나하은，2009年1月16日，童星，YouTuber，前SM娛樂練習生。

## 過往歌手
- 415：조현승、장인태。（2019至2022年）

## 過往練習生
- 金珉靜，김민정，Kim Min Jung，《K-pop Star S2》 TOP18，前STARSHIP娛樂、P NATION練習生，《PRODUCE 101》排名45位，《Dancing High》，IOLITE成員。[9][10][11]
- 張芊芊，Chang Chien Chien，Lydia[9][10]

## 外部連結
- High Up娛樂的官方網頁 （页面存档备份，存于）
- High Up娛樂的X（前Twitter）
- High Up娛樂的Instagram帳戶
- High Up娛樂的Facebook專頁
- High Up娛樂的Naver Post （页面存档备份，存于）
- YouTube上的High Up娛樂頻道